# Ден Снайдер
Ден Снайдер (англ. Dan Snyder; 23 лютого 1978, Ельміра, Онтаріо — 5 жовтня 2003, Атланта, Джорджія) — канадський хокеїст, що грав на позиції центрального нападника.

## Ігрова кар'єра
Хокейну кар'єру розпочав 1995 року.
Усю професійну клубну ігрову кар'єру, що тривала 5 років, провів, захищаючи кольори команди «Атланта Трешерс».
Загалом провів 49 матчів у НХЛ.

## Автокатастрофа

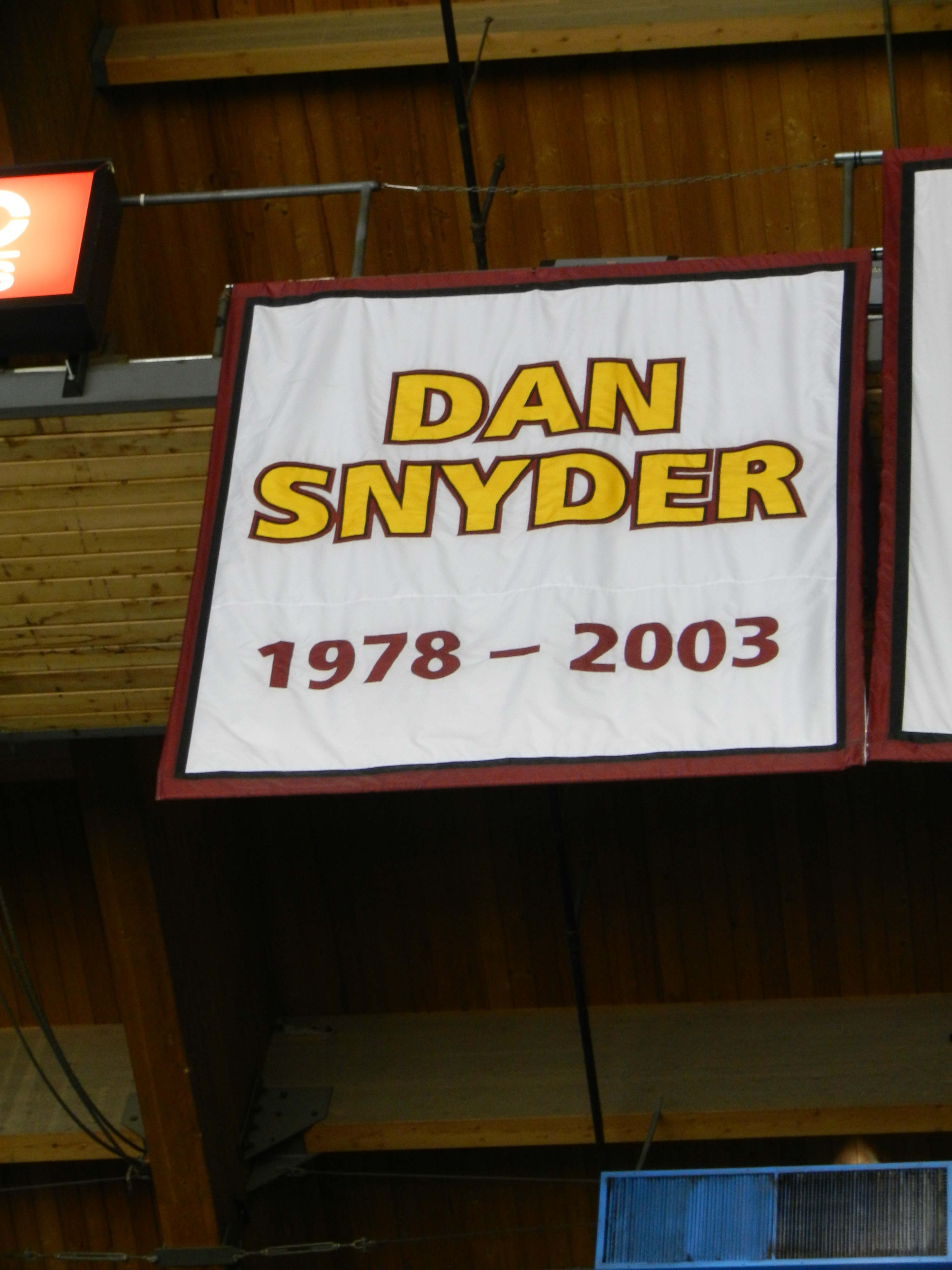
Банер з ім'ям гравця над ареною

29 вересня 2003, за 9 днів до старту нового сезону, Ден разом з партнером по команді Деном Хітлі на машині останнього Ferrari 360 Modena потрапили в автокатастрофу через перевищення швидкості. Снайдер отримав перелом черепу та через шість днів помер від септичного шоку.

## Статистика
| Сезон        | Клуб                  | Ліга         | Регулярний сезон | Регулярний сезон | Регулярний сезон | Регулярний сезон | Регулярний сезон | Плей-оф | Плей-оф | Плей-оф | Плей-оф | Плей-оф |
| Сезон        | Клуб                  | Ліга         | І                | Г                | П                | О                | ШХ               | І       | Г       | П       | О       | ШХ      |
| ------------ | --------------------- | ------------ | ---------------- | ---------------- | ---------------- | ---------------- | ---------------- | ------- | ------- | ------- | ------- | ------- |
| 1995–96      | «Оуен-Саунд Плейтерс» | ОХЛ          | 63               | 8                | 17               | 25               | 78               | 6       | 1       | 2       | 3       | 4       |
| 1996–97      | «Оуен-Саунд Плейтерс» | ОХЛ          | 57               | 17               | 29               | 46               | 96               | 4       | 2       | 3       | 5       | 6       |
| 1997–98      | «Оуен-Саунд Плейтерс» | ОХЛ          | 46               | 23               | 33               | 56               | 74               | 10      | 2       | 3       | 5       | 16      |
| 1998–99      | «Оуен-Саунд Плейтерс» | ОХЛ          | 64               | 27               | 67               | 94               | 110              | 16      | 8       | 5       | 13      | 30      |
| 1999–00      | «Орландо Солар Бірс»  | ІХЛ          | 71               | 12               | 13               | 25               | 123              | 6       | 1       | 2       | 3       | 4       |
| 2000–01      | «Орландо Солар Бірс»  | ІХЛ          | 78               | 13               | 30               | 43               | 127              | 16      | 7       | 3       | 10      | 20      |
| 2000–01      | «Атланта Трешерс»     | НХЛ          | 2                | 0                | 0                | 0                | 0                | —       | —       | —       | —       | —       |
| 2001–02      | «Чикаго Вулвс»        | АХЛ          | 56               | 11               | 24               | 35               | 115              | 22      | 7       | 10      | 17      | 25      |
| 2001–02      | «Атланта Трешерс»     | НХЛ          | 11               | 1                | 1                | 2                | 30               | —       | —       | —       | —       | —       |
| 2002–03      | «Атланта Трешерс»     | НХЛ          | 36               | 10               | 4                | 14               | 34               | —       | —       | —       | —       | —       |
| 2002–03      | «Чикаго Вулвс»        | АХЛ          | 35               | 11               | 12               | 23               | 39               | —       | —       | —       | —       | —       |
| Усього в НХЛ | Усього в НХЛ          | Усього в НХЛ | 49               | 11               | 5                | 16               | 64               | —       | —       | —       | —       | —       |